# Пеща
Пеща (на унгарски: Pest; на словашки: Pešť) е източната равнинна част от Будапеща заемаща около 2/3 от територията на унгарската столица. Пеща се отделя от Буда от река Дунав. В Пеща са разположени и основните унгарски институции, като парламента и т.н. В Унгария и унгарския език обикновено с Пеща се означава днешния град столица на Унгария.

## История
За първи път в историографията името Пеща се среща през 1148 година. В античността на местото на днешния град е имало келтски и римски поселения. По време на Арпадите (11 – 13 век) Пеща е значим икономически център в Централна Европа. По времето на Бела IV (1241), градът е разрушен от татаро-монголите.
През 1835 г. на всеки три дни отплава по един параход от Пресбург до Пеща, а оттам друг тръгва на всеки 12 дни за Молдова.
През 1848 година е построен първия мост на Дунава свързващ Буда и Пеща, а от 1873 година Буда и Пеща са един град – Будапеща.